# Ленард, Александр
Александр (Шандор) Ленард (венг. Sándor Lénárd; 9 марта 1910, Будапешт — 13 апреля 1972, Дона-Эмма, штат Санта-Катарина, Бразилия) — венгерский врач, писатель, поэт, переводчик, художник, музыкант и педагог. Полиглот, писал на немецком, латинском, венгерском, итальянском и английском языках.
Является одним из самых известных переводчиков книги Алана Александра Милна «Винни-Пуха» на латинский язык под названием Winnie ille Pu.

## Биография
В 1920 году вместе с семьёй переехал из Венгрии в Австрию, где Ленард изучал медицину в Венском университете. После «аншлюса» 1938 года, бежал в Италию. Во время Второй мировой войны выжил, предоставляя медицинские услуги за еду и кров. Был связан с движением сопротивления. Много времени проводил в Ватиканской библиотеке, читал тексты на латыни, пока он не стал его разговорным языком. В 1951 году эмигрировал в Бразилию, где в 1956 выиграл премию телевидения Сан-Паулу, что позволило ему купить небольшую ферму с домом и обосноваться в Дона-Эмма. Здесь он лечил и обучал местное индейское население вплоть до своей смерти в 1972 году.

## Творчество
Писал фантастику в прозе и стихах, научные работы, лингвистические и медицинские статьи, книги по кулинарии. Перевёл на латинский язык популярную детскую книгу Вильгельма Буша «Макс и Мориц», «Винни-Пуха», «Здравствуй, грусть!» Ф. Саган и другие.
Поддерживал переписку с гуманистами всего мира.

### Избранная библиография

#### На венгерском языке
- Völgy a világ végén (Magvető Kiadó,1967.)
- Egy nap a láthatatlan házban, (Magvető Kiadó, 1969.)
- Római történetek (Magvető Kiadó, 1969.)
- Völgy a világ végén s más történetek (Magvető Kiadó,1973.)
- A római konyha (Magvető Kiadó, 1986.)
- Magyarország kívülről, avagy A túlélés művészete (1990.)
- Egy magyar idegenvezető Bábel tornyában (Typotex, Budapest, 2003.)
- Családtörténeteim. Levelek fiaimhoz, (Typotex, Budapest, 2010.) ISBN 978-963-279-102-9

#### На немецком языке
- Ex Ponto (Róma, 1947)
- Orgelbüchlein (Róma, 1949)
- Andrietta (Róma, 1949)
- Asche (Róma, 1949)
- Die Leute sagen (Róma, 1950)
- Zwischen den Geistern und den Utopien (Róma, 1951.)
- Die Römische Küche (Stuttgart, 1963)
- Die Kuh auf dem Bast (Stuttgart, 1963.)
- Sieben Tage Babylonisch (Stuttgart, 1964.)
- Gedichte und Übersetzungen (Blumenau 1970.)

#### На латинском языке
- De officio medici. Contributo alla storia dell’etica medica (Róma, 1947)
- Tristitia Salve (Párizs, 1963)
- Maxus atque Mauritius